# Котчиха
Котчи́ха (рос. Котчиха) — селище у складі Омутнінського району Кіровської області, Росія. Входить до складу Пісковського міського поселення.
Населення становить 1889 осіб (2010, 643 у 2002).
Національний склад станом на 2002 рік — росіяни 91 %.